# West Camel
West Camel est une paroisse civile et un village du Somerset, en Angleterre.